# 1988–1989-es magyar női labdarúgó-bajnokság (első osztály)
A magyar női labdarúgó-bajnokság első osztályában 1988–89-ben tíz csapat küzdött a bajnoki címért. A László Kórház és a Femina a második csapatával is benevezett. Az ötödik hivatalos bajnokságban a Ferencvárosi László Kórház visszaszerezte a bajnoki címet a címvédő Femina csapatától és ezzel negyedszer lett bajnok.

## Végeredmény
| #   | Csapat                        | M  | GY | D | V  | G+ – G– | GK   | P  | Megjegyzések |
| --- | ----------------------------- | -- | -- | - | -- | ------- | ---- | -- | ------------ |
| 1.  | Ferencvárosi László Kórház    | 18 | 16 | 2 | 0  | 69–10   | +59  | 34 | Bajnok       |
| 2.  | FeminaCV                      | 18 | 13 | 2 | 3  | 89–13   | +76  | 28 |              |
| 3.  | Renova Spartacus              | 18 | 11 | 3 | 4  | 49–16   | +33  | 25 |              |
| 4.  | Egri Lendület                 | 18 | 11 | 3 | 4  | 36–16   | +20  | 25 |              |
| 5.  | Gyulai SE                     | 18 | 7  | 2 | 9  | 29–28   | +1   | 16 |              |
| 6.  | Tipográfia                    | 18 | 7  | 2 | 9  | 33–34   | −1   | 16 |              |
| 7.  | Femina II                     | 18 | 6  | 3 | 9  | 34–33   | +1   | 15 |              |
| 8.  | Ferencvárosi László Kórház II | 18 | 5  | 1 | 12 | 24–75   | −51  | 11 |              |
| 9.  | Székesfehérvári Postás        | 18 | 3  | 2 | 13 | 23–42   | −19  | 8  |              |
| 10. | Monostorpályi                 | 18 | 1  | 0 | 17 | 6–125   | −119 | 2  |              |

A bajnok Ferencvárosi László Kórház játékosai
Hollár Edit, Póka Ágnes kapusok – Agócs Annamária, Bukovszki Jenőné, Csapó Júlia, Jenei Anikó, Kerekes Anikó, Kovácsné Nagy Zsuzsanna, Molnár Andrea, Nagy Mariann, Paraoánu Aranka, Pribéli Judit, Szarka Éva, Tóth Ágota, Uri-Kovács Zsuzsanna.